# باتسي رامزي
باتسي رامزي (بالإنجليزية: Patsy Ramsey) هي متسابقة ملكة الجمال أمريكية، ولدت في 29 ديسمبر 1956 في جيلبرت في الولايات المتحدة، وتوفيت في 24 يونيو 2006 في أتلانتا في الولايات المتحدة بسبب سرطان المبيض.

## وصلات خارجية
- باتسي رامزي على موقع IMDb (الإنجليزية)
- باتسي رامزي على موقع إن إن دي بي (الإنجليزية)
- باتسي رامزي على موقع قاعدة بيانات الفيلم (الإنجليزية)